# Monção (Freguesia)
Monção ist ein Ort und eine ehemalige Gemeinde (Freguesia) im nordportugiesischen Kreis Monção.
 In ihr leben 2476 Einwohner (Stand 30. Juni 2011).

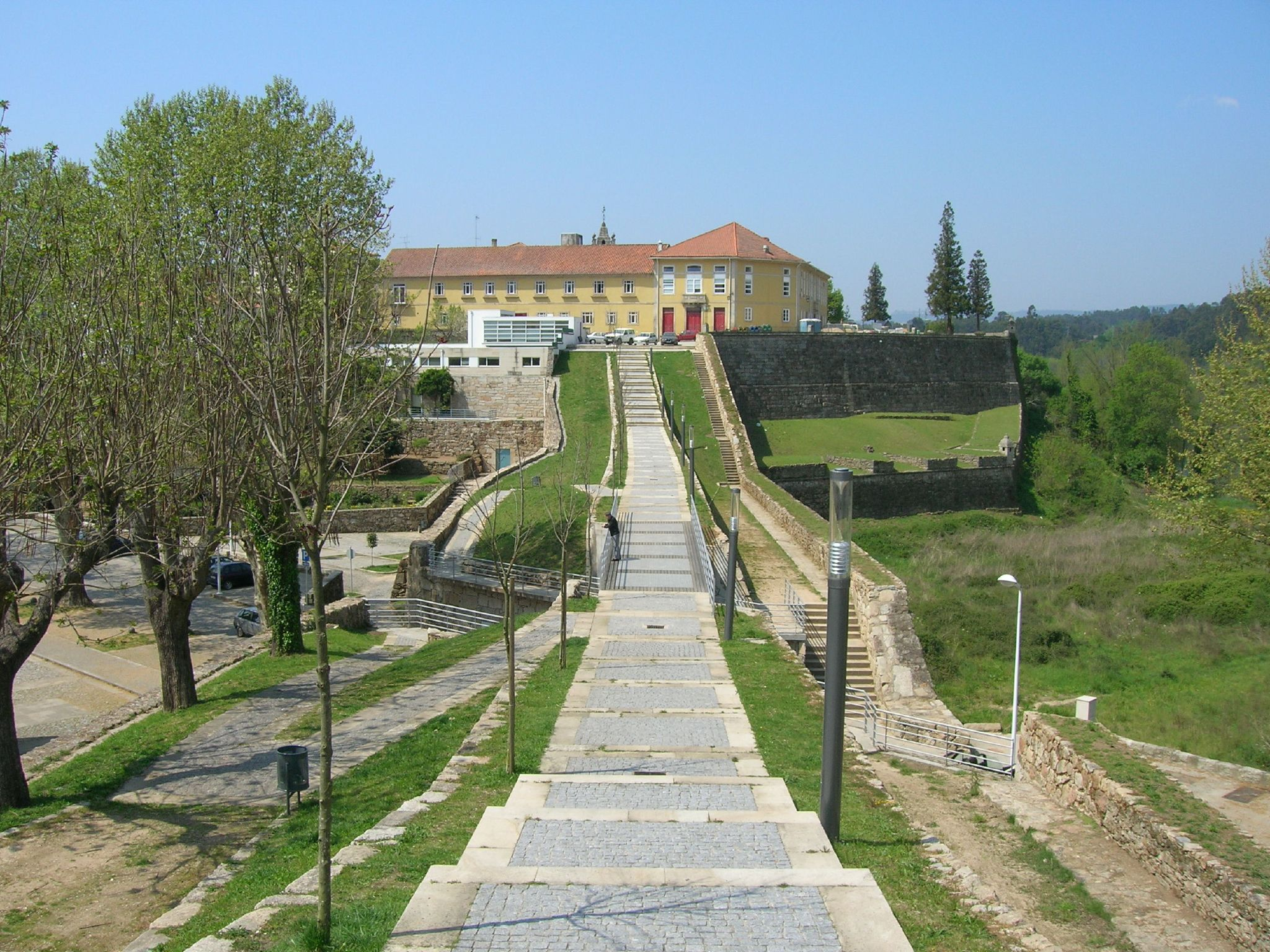
Castelo de Monção

Am 29. September 2013 wurden die Gemeinden Monção und Troviscoso  zur neuen Gemeinde União das Freguesias de Monção e Troviscoso zusammengeschlossen.

## Bauwerke
- Castelo de Monção
- Casa das Rodas